# Gulf Stream
Gulf Stream ist eine Stadt im Palm Beach County im US-Bundesstaat Florida. Das U.S. Census Bureau hat bei der Volkszählung 2020 eine Einwohnerzahl von 954 ermittelt.

## Name
Die Stadt verdankt ihren Namen dem Golfstrom. Die Einwohner betrachten ihre Küstenlinie als das nächstgelegene Land am Golfstrom.

## Geographie
Die Stadt befindet sich auf einer vorgelagerten langgestreckten Insel am Atlantischen Ozean. Sie grenzt direkt im Norden an Briny Breezes, im Westen an Boynton Beach und im Süden an Delray Beach. Durch das Stadtgebiet führt die Florida State Road A1A.

## Demographische Daten
Laut der Volkszählung 2010 verteilten sich die damaligen 786 Einwohner auf 525 Haushalte. Die Bevölkerungsdichte lag bei 413,7 Einw./km². 98,5 % der Bevölkerung bezeichneten sich als Weiße, 0,3 % als Afroamerikaner und 0,6 % als Asian Americans. 0,5 % gaben die Angehörigkeit zu einer anderen Ethnie und 0,1 % zu mehreren Ethnien an. 4,3 % der Bevölkerung bestand aus Hispanics oder Latinos.
Im Jahr 2010 lebten in 18,0 % aller Haushalte Kinder unter 18 Jahren sowie 54,6 % aller Haushalte Personen mit mindestens 65 Jahren. 69,5 % der Haushalte waren Familienhaushalte (bestehend aus verheirateten Paaren mit oder ohne Nachkommen bzw. einem Elternteil mit Nachkomme). Die durchschnittliche Größe eines Haushalts lag bei 2,18 Personen und die durchschnittliche Familiengröße bei 2,59 Personen.
16,9 % der Bevölkerung waren jünger als 20 Jahre, 8,2 % waren 20 bis 39 Jahre alt, 29,0 % waren 40 bis 59 Jahre alt und 46,1 % waren mindestens 60 Jahre alt. Das mittlere Alter betrug 58 Jahre. 49,9 % der Bevölkerung waren männlich und 50,1 % weiblich.
Das durchschnittliche Jahreseinkommen lag bei 190.938 $, dabei lebten 1,8 % der Bevölkerung unter der Armutsgrenze.
Im Jahr 2000 war Englisch die Muttersprache von 97,54 % der Bevölkerung und spanisch sprachen 2,45 %.

## Kriminalität
Die Kriminalitätsrate lag im Jahr 2010 mit 109 Punkten (US-Durchschnitt: 266 Punkte) im niedrigen Bereich. Es gab eine Körperverletzung, vier Einbrüche und acht Diebstähle.